# Banski Lom
Banski Lom (bulgariska: Бански Лом) är ett vattendrag i Bulgarien.   Det ligger i regionen Ruse, i den nordöstra delen av landet, 230 kilometer öster om huvudstaden Sofia.
Trakten runt Banski Lom består till största delen av jordbruksmark. Runt Banski Lom är det ganska glesbefolkat, med 34 invånare per kvadratkilometer.